# Список правителей Лесото
Список правителей Лесото включает лиц, возглавлявших Лесото с момента основания в 1822 году вождества народа суто и в последующий период развития сотского государства, включая британский протекторат и независимое Королевство Лесото.
В настоящее время Король Лесото (сесото Morêna o Moholo oa Lesotho, англ. King of Lesotho) представляет государство и является гарантом национальной независимости, единства и территориальной целостности страны. Король выполняет в основном церемониальные функции, не обладая при этом исполнительными или законодательными; особый орган, совет вождей, определяет, кто будет наследником, кто будет регентом в случае необходимости, а также имеет право сместить монарха.

## Независимое государство и британский протекторат (1822—1966)
В 1822 году Мошвешве, вождь племени суто, под натиском зулу и ндебеле (этносов банту) увёл подвластные ему племена, населявшие долину рек Вааль и Оранжевая, в горные районы современного Лесото, где основал национальное государство суто. К концу 1830-х годов верховный вождь (сесото Morêna o Moholo) значительно расширил свои владения, однако в ходе войны с Оранжевым свободным государством в 1856—1868 годах лишился всех завоёванных территорий. Мошвешве I удалось избежать дальнейшего продвижения буров, заключив 12 марта 1868 года договор с Великобританией: последняя устанавливала протекторат над землями суто, получившими название Басутоленд (англ. Basutoland).
В 1871 году протекторат был присоединён к Капской колонии на правах резервата. Британское господство вызывало недовольство у коренного населения Басутоленда; в 1879 году вспыхнуло восстание, поводом к которому послужил приказ губернатора Капской колонии изъять у суто огнестрельное оружие. В 1881 году конфликт был урегулирован. В 1884 году Басутоленд был объявлен колонией Великобритании. Британская администрация установила в колонии т. н. «систему косвенного управления», предусматривавшую сохранения института совета вождей во главе с верховным вождём, подчинённого комиссару-резиденту.
После Второй мировой войны в Басутоленде появились политические партии суто, выступавшие на фоне деколонизации за предоставление стране независимости. В 1965 году Басутоленд получил внутреннее самоуправление (автономию). На состоявшихся парламентских выборах большинство мест получила Национальная партия Басутоленда, её лидер Джозеф Леабуа Джонатан возглавил правительство. 4 октября 1966 года страна восстановила свою независимость, провозгласив Королевство Лесото.
|        | Портрет | Имя (годы жизни)                                                                   | Правление       | Правление        | Наименование титула                                                                                                  | Пр.           |
| Начало | Портрет | Имя (годы жизни)                                                                   | Окончание       |                  | Наименование титула                                                                                                  | Пр.           |
| ------ | ------- | ---------------------------------------------------------------------------------- | --------------- | ---------------- | --- | ------------- |
| 1      |         | Мошвешве I (1786—1870) сесото и англ. Moshoeshoe I                                 | 1822            | 18 января 1870   | Верховный вождь суто сесото Morêna o Moholo oa baSotho англ. Paramount chief of Basotho                              | [ 3 ] [ 4 ]   |
| 2      |         | Летсие I Мошвешве (1811—1891) сесото и англ. Letsie I Moshoeshoe                   | 18 января 1870  | 20 ноября 1891   | Верховный вождь суто сесото Morêna o Moholo oa baSotho англ. Paramount chief of Basotho                              | [ 5 ]         |
| 3      |         | Леротоли Летсие (1836—1905) сесото и англ. Lerotholi Letsie                        | 20 ноября 1891  | 19 августа 1905  | Верховный вождь суто сесото Morêna o Moholo oa baSotho англ. Paramount chief of Basotho                              | [ 6 ]         |
| 4      |         | Летсие II Леротоли (1869—1913) сесото и англ. Letsie II Lerotholi                  | 21 августа 1905 | 28 января 1913   | Верховный вождь суто сесото Morêna o Moholo oa baSotho англ. Paramount chief of Basotho                              | [ 7 ]         |
| 5      |         | Натаниэль Гриффит Леротоли (1871—1939) сесото и англ. Nathaniel Griffith Lerotholi | 11 апреля 1913  | 23 сентября 1939 | Верховный вождь суто сесото Morêna o Moholo oa baSotho англ. Paramount chief of Basotho                              | [ 8 ]         |
| 6      |         | Симон Сиисо Гриффит (1905—1940) сесото и англ. Simon Seeiso Griffith               | 3 августа 1939  | 26 декабря 1940  | Верховный вождь суто сесото Morêna o Moholo oa baSotho англ. Paramount chief of Basotho                              | [ 9 ]         |
| —      |         | Габасане Масофа (1908—1949) сесото и англ. Gabasane Masopha                        | 26 декабря 1940 | 28 января 1941   | Временный верховный вождь суто сесото Morêna o Moholo oa interino oa baSotho англ. Acting Paramount chief of Basotho | [ 10 ]        |
| —      |         | Мантсебо Амелия Матсаба (1902—1964) сесото и англ. ‘Mantsebo Amelia ‘Matsaba       | 28 января 1941  | 12 марта 1960    | Регент сесото и англ. Regent                                                                                         | [ 11 ]        |
| 7      |         | мотлотлехи Мошвешве II (1938—1996) сесото и англ. Moshoeshoe II                    | 12 марта 1960   | 4 октября 1966   | Верховный вождь суто сесото Morêna o Moholo oa baSotho англ. Paramount chief of Basotho                              | [ 12 ] [ 13 ] |

## Королевство Лесото (с 1966)
4 октября 1966 года Басутоленд был провозглашён независимым Королевством Лесото (англ. ‘Muso oa Lesotho, англ. Kingdom of Lesotho). На состоявшихся в январе 1970 года парламентских выборах правящая Национальная партия басуто потерпела поражение, а её лидер и премьер-министр Джозеф Леабуа Джонатан отказался передать власть победившей Партии Конгресса Басутоленда (ПКБ). Джонатан организовал государственный переворот, арестовав руководителей ПКБ. Из-за несогласия с действиями премьер-министра, в апреле король Мошвешве II был вынужден покинуть страну и обосноваться в Нидерландах. В ноябре Джонатан разрешил королю вернуться в Лесото и занять престол. Однако власть монарха по-прежнему оставалась номинальной.
В феврале 1990 года глава правительства Джастин Метсинг Лекханья, пришедший к власти в результате переворота, низложил Мошвешве II, обвинив его в противодействии процессу демократизации в стране. Королевские полномочия временно осуществляла супруга Мошвешве II Мамохато. 12 ноября их сын Летсие был провозглашён новым королём. В течение пятилетнего правления Летсие II пытался убедить правительство назначить Мошвешве II королём. 25 января 1995 года король отрёкся от престола в пользу Мошвешве II. Однако спустя год, 15 января 1996 года, Мошвешве II погиб в автокатастрофе. Королём вновь стал Летсие III.
Курсивом и серым цветом выделены даты начала и окончания правления тона-кхоло (премьер-министра) Джозефа Леабуы Джонатана и мофумахали (королевы) Мамохато, временно осуществлявших королевские полномочия Мошвешве II, фактически низложенного в 1970 и 1990 годах.
|        | Портрет       | Имя (годы жизни)                                                         | Правление       | Правление      | Наименование титула                                                   | Пр.           |
| Начало | Портрет       | Имя (годы жизни)                                                         | Окончание       |                | Наименование титула                                                   | Пр.           |
| ------ | ------------- | ------------------------------------------------------------------------ | --------------- | -------------- | --------------------------------------------------------------------- | ------------- |
| 7      |               | мотлотлехи Мошвешве II (1938—1996) сесото и англ. Moshoeshoe II          | 4 октября 1966  | 12 ноября 1990 | Король Лесото сесото Morêna o Moholo oa Lesotho англ. King of Lesotho | [ 12 ] [ 13 ] |
| —      |               | Джозеф Леабуа Джонатан (1914—1987) сесото и англ. Joseph Leabua Jonathan | 10 февраля 1970 | 5 июня 1970    | Премьер-министр сесото и англ. Tona-Kholo                             | [ 15 ] [ 16 ] |
| —      |               | мофумахали Мамохато (1941—2003) сесото и англ. ‘MaMohato                 | 5 июня 1970     | 5 декабря 1970 | Регент сесото и англ. Regent                                          | [ 17 ] [ 18 ] |
| —      | 10 марта 1990 | мофумахали Мамохато (1941—2003) сесото и англ. ‘MaMohato                 | 12 ноября 1990  |                | Регент сесото и англ. Regent                                          | [ 17 ] [ 18 ] |
| 8      |               | мотлотлехи Летсие III (1963—) сесото и англ. Letsie III                  | 12 ноября 1990  | 25 января 1995 | Король Лесото сесото Morêna o Moholo oa Lesotho англ. King of Lesotho | [ 19 ] [ 14 ] |
| 7      |               | мотлотлехи Мошвешве II (1938—1996) сесото и англ. Moshoeshoe II          | 25 января 1995  | 15 января 1996 | Король Лесото сесото Morêna o Moholo oa Lesotho англ. King of Lesotho | [ 12 ] [ 13 ] |
| —      |               | мофумахали Мамохато (1941—2003) сесото и англ. ‘MaMohato                 | 15 января 1996  | 7 февраля 1996 | Регент сесото и англ. Regent                                          | [ 17 ] [ 18 ] |
| 8      |               | мотлотлехи Летсие III (1963—) сесото и англ. Letsie III                  | 7 февраля 1996  | царствующий    | Король Лесото сесото Morêna o Moholo oa Lesotho англ. King of Lesotho | [ 19 ] [ 14 ] |